# Aegus javanicus
Aegus javanicus là một loài bọ cánh cứng trong họ Lucanidae. Loài này được Oberthur & Houlbert mô tả khoa học năm 1914.